# Antoinette Sabrier
Pour plus de détails, voir Fiche technique et Distribution.
Antoinette Sabrier est un film muet français réalisé par Germaine Dulac, sorti en 1928.

## Synopsis
Antoinette Sabrier est mariée au magnat du pétrole Germain Sabrier, mais elle se sent délaissée par son mari et se lance bientôt sur une histoire d'amour clandestine avec René Dangenne. Jamagne, lui aussi amoureux d'Antoinette, décide de les ruiner pour se venger. Face à ce problème, Antoinette est réticente à quitter son mari. Forcée de choisir entre René et Germain, elle met de côté ses sentiments et revient aux côtés de son mari.

## Fiche technique
- Titre original : Antoinette Sabrier
- Réalisation : Germaine Dulac
- Scénario : Germaine Dulac, d'après la pièce homonyme de Romain Coolus
- Photographie : Raoul Aubourdier, Paul Parguel, Maurice Forster
- Direction artistique : Louis Nalpas
- Décors : Cesare Silvagni
- Société de production : Société des Cinéromans
- Société de distribution : Pathé-Consortium-Cinéma
- Pays de production :  France
- Langue : film muet avec les intertitres  en français
- Format : Noir et blanc  — 35 mm — 1,33:1 — Film muet
- Genre : Film dramatique
- Durée : 80 minutes
- Dates de sortie :
  - France : 20 janvier 1928

## Distribution
- Ève Francis : Antoinette Sabrier
- Gabriel Gabrio : Germain Sabrier
- Jean Toulout : Jamagne
- Paul Guidé : Roger Dangenne
- Paul Menant : Chartrain
- Yvette Armel : Hélène Doreuil
- Paul Cervières : Gaston Doreuil

## Note critique
- « Antoinette Sabrier est une bande excellente, une de celles où Germaine Dulac a réussi à concilier les exigences du film dit « commercial » avec les recherches de technique qui lui sont chères. Le thème d'Antoinette Sabrier, tiré de la pièce célèbre de Romain Coolus, retrace, comme on le sait, l'éternel conflit entre la femme aimante et l'homme distrait par ses affaires. Avec la sensibilité qui lui est caractéristique, Germaine Dulac a su capter toute la psychologie des situations et la traduire en d'émouvantes images. Une fois encore, elle a été servie par sa sérieuse connaissance de la technique. Le montage de la bande est particulièrement remarquable. La photographie aussi, est admirable. Germaine Dulac s'est risquée à des éclairages originaux, qui créent une atmosphère particulièrement adéquate au drame. L'interprétation est assurée par un troupe de choix, où l'on relève les noms estimés d'Eve Francis, Yvette Armel , Gabriel Gabrio et Jean Toulout. » (Critique parue dans Cinémagazine N°3, 20 janvier 1928)